# 无锡市中医医院
31°32′26″N 120°16′39″E / 31.54067°N 120.27752°E
无锡市中医院，是中华人民共和国江苏省的一所医院，为三级甲等医院，位于无锡市滨湖区中南西路8号。

## 沿革
1956年3月16日创建，前身为无锡市第一联合中医医院，之后改名为无锡市中医医院。2010年1月19日，国家中医药管理局确定为“全国中医医院信息化示范单位”。